# A Best 2 -Black-
A BEST 2 -BLACK- – jedna z dwóch części składanki wydanej w 2007 r. przez japońską piosenkarkę Ayumi Hamasaki. Druga część to A BEST 2 -WHITE-. Obie zostały wydane w tym samym dniu. W Japonii wersja CD kosztowała ¥ 3 059, natomiast wersja CD+2DVD ¥ 4 700. A BEST 2 -BLACK- w pierwszym tygodniu był na 2. miejscu w rankingu Oricon. W siódmym tygodniu spadł do miejsca #20. Sprzedano 696 730 kopii A BEST 2 -BLACK- oraz 1 423 317 kopii obydwu części składanki.

## Lista utworów (CD)

### CD
| #  | Tytuł                                              | Czas |
| -- | -------------------------------------------------- | ---- |
| 1  | "Dearest"                                          | 5:33 |
| 2. | "CAROLS"                                           | 5:32 |
| 3  | "No way to say"                                    | 5:31 |
| 4  | "HANABI"                                           | 4:53 |
| 5  | "walking proud"                                    | 5:15 |
| 6  | "Free & Easy"                                      | 4:59 |
| 7  | "Endless sorrow"                                   | 5:29 |
| 8  | "Because of You"                                   | 5:20 |
| 9  | "About You"                                        | 3:57 |
| 10 | "GAME"                                             | 4:12 |
| 11 | "is this LOVE?"                                    | 4:55 |
| 12 | "HANABI ~episode II~"                              | 4:54 |
| 13 | "NEVER EVER"                                       | 4:44 |
| 14 | "HEAVEN"                                           | 4:18 |
| 15 | "part of Me"                                       | 4:21 |
| 16 | "Memorial address (take 2 version)" (Hidden Track) | 3:56 |

### DVD
| #                        | Tytuł                                                            | Czas                     |                          |
| Pierwsze DVD – teledyski | Pierwsze DVD – teledyski                                         | Pierwsze DVD – teledyski | Pierwsze DVD – teledyski |
| ------------------------ | ---------------------------------------------------------------- | ------------------------ | ------------------------ |
| 1                        | "Dearest"                                                        |                          |                          |
| 2                        | "CAROLS"                                                         |                          |                          |
| 3                        | "No way to say"                                                  |                          |                          |
| 4                        | "walking proud"                                                  |                          |                          |
| 5                        | "Free & Easy"                                                    |                          |                          |
| 6                        | "Endless sorrow"                                                 |                          |                          |
| 7                        | "Because of You"                                                 |                          |                          |
| 8                        | "About You"                                                      |                          |                          |
| 9                        | "GAME"                                                           |                          |                          |
| 10                       | "is this LOVE?"                                                  |                          |                          |
| 11                       | "HANABI ~episode II~"                                            |                          |                          |
| 12                       | "Never Ever" (promotional clip)                                  |                          |                          |
| 13                       | "HEAVEN"                                                         |                          |                          |
| 14                       | "part of Me"                                                     |                          |                          |
| 15                       | "H" (TV-CM)                                                      |                          |                          |
| Drugie DVD               |                                                                  |                          |                          |
| 1                        | Documentary Film of COUNTDOWN LIVE 2006-2007 (Behind the Scenes) | 90:00                    |                          |